# جام برندگان جام آسیا
جام برندگان جام آسیا یا جام در جام آسیا  یک رقابت باشگاهی فوتبال آسیایی بود که سالانه بین برندگان مسابقات جام داخلی برگزار می‌شد. این جام، در زمان خود، دومین رقابت فصلی باشگاهی آسیایی بود که توسط کنفدراسیون فوتبال آسیا (ای‌اف‌سی) برگزار می‌شد. این مسابقات در فصل ۹۱–۱۹۹۰ آغاز شد و به مدت ۱۲ فصل ادامه داشت و آخرین دوره آن در فصل ۰۲–۲۰۰۱ برگزار شد. در سال ۲۰۰۲ با تصمیم کنفدراسیون فوتبال آسیا مبنی بر تغییرات در ساختار رقابت‌های باشگاهی آسیا، جام برندگان جام آسیا منحل شد و جام باشگاه های آسیا با تغییر نام به لیگ قهرمانان آسیا تنها تورنومنت معتبر در بالاترین سطح آسیا را تشکیل می داد.
قهرمان جام برندگان جام، در سوپر جام آسیا با قهرمان جام باشگاه‌های آسیا رقابت می‌کرد.
موفق‌ترین باشگاه‌های این رقابت‌ها الهلال از عربستان سعودی و یوکوهاما اف مارینوس از ژاپن بودند که هر کدام دو عنوان قهرمانی کسب کردند.

## تاریخچه
این رقابت‌ها در آغاز سال ۱۹۹۰ توسط کنفدراسیون فوتبال آسیا، با الگوبرداری از مسابقات یوفا در اروپا، یعنی جام برندگان جام اروپا، تأسیس شد. در اولین دوره، هفده تیم در آن شرکت کردند و باشگاه ایرانی پرسپولیس پس از شکست دادن المحرق بحرین در فینال، اولین قهرمان این رقابت‌ها شد. الهلال آخرین قهرمانی خود را در فصل ۰۲–۲۰۰۱ با شکست دادن چونبوک هیوندای موتورز به دست آورد. در سال ۲۰۰۲، جام باشگاه‌های آسیا، جام برندگان جام آسیا و سوپر جام آسیا با هم ترکیب شدند و لیگ قهرمانان آسیا را تشکیل دادند و پس از آن، برندگان جام‌های داخلی وارد لیگ قهرمانان آسیا شدند.

## آمار و رکوردها

### فینال‌ها
در ۴ دوره نخست این جام، دیدار نهایی به صورت رفت و برگشتی میان تیم‌های فینالیست برگزار می‌شد اما پس از آن و تا پایان این تورنمنت فینال همواره به صورت تک بازی و به میزبانی یکی از دو تیم فینالیست یا در کشوری بی‌طرف برگزار گشت.
دیدارهای پایانی این جام به شرح زیر است:
| فصل     | قهرمان              | نتیجه قهرمانی | نایب قهرمان           | مکان                              |
| ------- | ------------------- | ------------- | --------------------- | --------------------------------- |
| ۱۹۹۰–۹۱ | پرسپولیس            | ۱–۰ (مجموع)   | المحرق                | دو فیناله                         |
| ۱۹۹۱–۹۲ | یوکوهاما اف مارینوس | ۶–۱ (مجموع)   | النصر                 | دو فیناله                         |
| ۱۹۹۲–۹۳ | یوکوهاما اف مارینوس | ۲–۱ (مجموع)   | پرسپولیس              | دو فیناله                         |
| ۱۹۹۳–۹۴ | القادسیه            | ۶–۲ (مجموع)   | چین جنوبی             | دو فیناله                         |
| ۱۹۹۴–۹۵ | یوکوهاما فلگلز      | ۲–۱           | الشعب                 | ورزشگاه خالد بن محمد، شارجه       |
| ۱۹۹۵    | بلمار هیراتسوکا     | ۲–۱           | الطلبه                | ورزشگاه میتسوزاوا، یوکوهاما       |
| ۱۹۹۶–۹۷ | الهلال              | ۳–۱           | ناگویا گرامپوس        | ورزشگاه ملک فهد، ریاض             |
| ۱۹۹۷–۹۸ | النصر               | ۱–۰           | سوون سامسونگ بلووینگز | ورزشگاه ملک فهد، ریاض             |
| ۱۹۹۸–۹۹ | الاتحاد             | ۳–۲           | چونام دراگونز         | ورزشگاه ملی، توکیو                |
| ۱۹۹۹–۰۰ | شیمیزو اس-پالس      | ۱–۰           | الزورا                | ورزشگاه هفتصدمین سالگرد، چیانگ‌مای |
| ۲۰۰۰–۰۱ | الشباب              | ۴–۲           | دالیان شیده           | ورزشگاه امیر عبدالله الفیصل، جده  |
| ۲۰۰۱–۰۲ | الهلال              | ۲ – ۱         | چونبوک هیوندای موتورز | ورزشگاه جاسم بن حمد، دوحه         |

## آمارها و رکوردها

### بر پایه کشورها
| کشور              | قهرمان | نایب قهرمان |
| ----------------- | ------ | ----------- |
| عربستان سعودی     | ۶      | ۱           |
| ژاپن              | ۵      | ۱           |
| ایران             | ۱      | ۱           |
| کره جنوبی         | ۰      | ۳           |
| عراق              | ۰      | ۲           |
| بحرین             | ۰      | ۱           |
| هنگ کنگ           | ۰      | ۱           |
| امارات متحده عربی | ۰      | ۱           |
| چین               | ۰      | ۱           |

### رده‌بندی باشگاهی
در جدول زیر رده‌بندی باشگاه‌های آسیا بر پایه شمار قهرمانی و نایب قهرمانی‌های آن‌ها در جام برندگان جام باشگاه‌های آسیا نشان داده شده‌است.
| تیم                   | قهرمان | نایب قهرمانی | سال قهرمانی      | سال نایب قهرمانی |
| --------------------- | ------ | ------------ | ---------------- | ---------------- |
| الهلال                | ۲      | ۰            | ۹۷–۱۹۹۶، ۰۲–۲۰۰۱ |                  |
| یوکوهاما اف مارینوس   | ۲      | ۰            | ۹۲–۱۹۹۱، ۹۳–۱۹۹۲ |                  |
| پرسپولیس              | 1      | ۱            | ۹۱–۱۹۹۰          | ۹۳–۱۹۹۲          |
| النصر                 | ۱      | ۱            | ۹۸–۱۹۹۷          | ۹۲–۱۹۹۱          |
| القادسیه              | ۱      | ۰            | ۹۴–۱۹۹۳          |                  |
| یوکوهاما فلگلز        | ۱      | ۰            | ۹۵–۱۹۹۴          |                  |
| بلمار هیراتسوکا       | ۱      | ۰            | ۹۶–۱۹۹۵          |                  |
| الاتحاد               | ۱      | ۰            | ۹۹–۱۹۹۸          |                  |
| شیمیزو اس-پالس        | ۱      | ۰            | ۲۰۰۰–۱۹۹۹        |                  |
| الشباب                | ۱      | ۰            | ۰۱–۲۰۰۰          |                  |
| المحرق                | ۰      | ۱            |                  | ۹۱–۱۹۹۰          |
| چین جنوبی             | ۰      | ۱            |                  | ۹۴–۱۹۹۳          |
| الشعب                 | ۰      | ۱            |                  | ۹۵–۱۹۹۴          |
| الطلبه                | ۰      | ۱            |                  | ۹۶–۱۹۹۵          |
| ناگویا گرامپوس        | ۰      | ۱            |                  | ۹۷–۱۹۹۶          |
| سوون سامسونگ بلووینگز | ۰      | ۱            |                  | ۹۸–۱۹۹۷          |
| چونام دراگونز         | ۰      | ۱            |                  | ۹۹–۱۹۹۸          |
| الزورا                | ۰      | ۱            |                  | ۲۰۰۰–۱۹۹۹        |
| دالیان شیده           | ۰      | ۱            |                  | ۰۱–۲۰۰۰          |
| چونبوک هیوندای موتورز | ۰      | ۱            |                  | ۰۲–۲۰۰۱          |

### مربیان برنده
در جدول زیر فهرست مربیان برنده جام برندگان جام آسیا نشان داده شده‌است.
| سال       | باشگاه              | مربی                    |
| --------- | ------------------- | ----------------------- |
| ۹۱–۱۹۹۰   | پرسپولیس            | علی پروین               |
| ۹۲–۱۹۹۱   | یوکوهاما اف مارینوس | هیدهیکو شیمیزو          |
| ۹۳–۱۹۹۲   | یوکوهاما اف مارینوس | هیدهیکو شیمیزو          |
| ۹۴–۱۹۹۳   | القادسیه            | یان پیوارنیک            |
| ۹۵–۱۹۹۴   | یوکوهاما فلگلز      | آنتونیو کارلوس دا سیلوا |
| ۹۶–۱۹۹۵   | بلمار هیراتسوکا     | شیگهارو اوئکی           |
| ۹۷–۱۹۹۶   | الهلال              | میرکو یوزیچ             |
| ۹۸–۱۹۹۷   | النصر               | ژان فرناندز             |
| ۹۹–۱۹۹۸   | الاتحاد             | دیمیتری داویدوویچ       |
| ۲۰۰۰–۱۹۹۹ | شیمیزو اس-پالس      | استیو پریمان            |
| ۰۱–۲۰۰۰   | الشباب              | کارلینهوس               |
| ۰۲–۲۰۰۱   | الهلال              | پرتغال آرتور جورج       |

## نمایندگان ایران و عملکرد آن‌ها
| فصل       | نماینده ایران    | نتیجه           | توضیح |
| --------- | ---------------- | --------------- | --- |
| ۹۱–۱۹۹۰   | پرسپولیس تهران   | قهرمان          | پرسپولیس در دیدار نهایی المحرق بحرین را در تهران شکست داد                                                                              |
| ۹۲–۱۹۹۱   | ملوان بندر انزلی | حذف در یک چهارم | ملوان در دیدار با الرمثا اردن پس از دو بازی با نتیجه ۱–۱ و ۰–۰ به دلیل قانون گل زده در خانه حریف در مرحله یک چهارم پایانی حذف شد       |
| ۹۳–۱۹۹۲   | پرسپولیس تهران   | نایب قهرمان     | پرسپولیس در دیدار پایانی از یوکوهاما مارینوس شکست خورد                                                                                 |
| ۹۴–۱۹۹۳   | پرسپولیس تهران   | حذف در یک چهارم | پرسپولیس در دو بازی رفت و برگشت در مجموع ۲–۳ به العربی قطر باخت و حذف شد.                                                              |
| ۹۵–۱۹۹۴   | جنوب اهواز       | حذف در یک چهارم | جنوب اهواز در دیدار با الشعب امارات پس از دو بازی با نتیجه ۰–۰ و ۱–۱ به دلیل قانون گل زده در خانه حریف در مرحله یک چهارم پایانی حذف شد |
| ۹۶–۱۹۹۵   | بهمن کرج         | حذف در یک چهارم | بهمن در دو بازی رفت و برگشت در مجموع ۲–۱ به الطلبه عراق باخت و حذف شد.                                                                 |
| ۹۷–۱۹۹۶   | استقلال تهران    | چهارم           | استقلال در مرحله نیمه نهایی پس از یک بازی ۰–۰ با ضربات پنالتی ۴–۵ به الهلال عربستان باخت.                                              |
| ۹۸–۱۹۹۷   | برق شیراز        | دور دوم         | برق در دو بازی رفت و برگشت در مجموع ۲–۳ به الشرطه عراق باخت و حذف شد.                                                                  |
| ۹۹–۱۹۹۸   | پاس تهران        | دور دوم         | پاس در دو بازی رفت و برگشت در مجموع ۲–۱ به الطلبه عراق باخت و حذف شد.                                                                  |
| ۲۰۰۰–۱۹۹۹ | استقلال تهران    | دور دوم         | استقلال در دو بازی رفت و برگشت در مجموع ۲–۱ به الاتحاد عربستان باخت و حذف شد.                                                          |
| ۰۱–۲۰۰۰   | استقلال تهران    | چهارم           | استقلال در نیمه نهایی ۲–۳ به الشباب عربستان باخت.                                                                                      |
| ۰۲–۲۰۰۱   | فجر سپاسی شیراز  | دور یکم         | فجر سپاسی در دیدار با السد قطر پس از دو بازی با نتیجه ۱–۱ و ۱–۱ با ضربات پنالتی ۳–۵ باخت و حذف شد.                                     |